# Noapte de vară
Noapte de vară este o poezie scrisă de George Coșbuc.